# Číhaná (Úněšov)
Číhaná je malá vesnice, část obce Úněšov v okrese Plzeň-sever v Plzeňském kraji. Nachází se dva kilometry severozápadně od Úněšova. Prochází zde silnice I/20. Číhaná je také název katastrálního území o rozloze 7,72 km².

## Historie
První písemná zmínka o vesnici pochází z roku 1219.

## Obyvatelstvo
| Rok            | 1869 | 1880 | 1890 | 1900 | 1910 | 1921 | 1930 | 1950 | 1961 | 1970 | 1980 | 1991 | 2001 | 2011 | 2021 |
| -------------- | ---- | ---- | ---- | ---- | ---- | ---- | ---- | ---- | ---- | ---- | ---- | ---- | ---- | ---- | ---- |
| Počet obyvatel | 304  | 246  | 247  | 207  | 216  | 210  | 214  | 121  | 147  | 136  | 114  | 94   | 83   | 96   | 119  |
| Počet domů     | 27   | 31   | 32   | 36   | 36   | 36   | 39   | 42   | 62   | 36   | 30   | 32   | 35   | 38   | 43   |

## Obecní správa
Při sčítání lidu v letech 1869–1976 Číhaná byla samostatnou obcí, se kterým patřila nejprve do okresu Stříbro, ale v roce 1950 v okrese Stříbro a v letech 1961–1976 v okrese Plzeň-sever. Od 30. dubna 1976 je částí obce Úněšov v okrese Plzeň-sever. V letech 1869–1890 k obci patřily Hvožďany a v letech 1961–1976 také Budeč, Štipoklasy a Vojtěšín.

## Pamětihodnosti
- Barokní kostel svatého Václava z roku 1717 s věží přistavěnou roku 1860
- Barokní patrová fara z první poloviny 18. století
- Socha svatého Jana Nepomuckého
- Empírový a hrázděný dům
- Boží muka
- Milník